# 知多半島総合医療機構
知多半島総合医療機構（ちたはんとうそうごういりょうきこう）は、地方独立行政法人法に基づき設置された半田市及び常滑市を設立団体とする地方独立行政法人。2025年（令和7年）4月1日に半田市立半田病院と常滑市民病院の経営統合によって設立された法人である。
知多半島総合医療機構の設立により、旧半田市立半田病院は移転して知多半島総合医療センター、旧常滑市民病院は知多半島りんくう病院となった。これらの病院のほか訪問看護ステーションとして訪問看護ステーションきずなを運営している。

## 運営医療機関

### 知多半島総合医療センター
旧半田市立半田病院で知多半島総合医療機構のもとで主に救急医療を含む急性期医療・がん医療・小児周産期医療を担うこととなり、2025年4月に半田市横山町に移転した。
- 所在地 - 半田市横山町192番地[2]

### 知多半島りんくう病院
旧常滑市立病院で知多半島総合医療機構のもとで一部の急性期医療・不妊治療・特殊感染症治療および回復期から在宅医
療を担うこととなった。
- 所在地 - 常滑市飛香台3-3-3[2]

## 沿革
- 2018年（平成30年）
  - 6月 - 常滑市・半田市医療提供体制等協議会設置に関する協定書を締結[4]。
  - 11月 - 常滑市・半田市医療提供体制等協議会報告書が各市長に提出される[4]。
- 2019年（平成31年、令和元年）
  - 2月 - 半田市と常滑市で病院連携協議に関する合意書等に調印[4]。
  - 5月 - 半田市立半田病院・常滑市民病院統合会議設置に関する協定書を締結[4]。
- 2021年（令和3年）
  - 2月 - 半田市と常滑市の病院経営統合に関する協定書を締結[4]。
- 2025年（令和7年）
  - 4月 - 知多半島総合医療機構設立[2]。